# Ship Submersible Guided Missile
Ship Submersible Guided Missile (SSG) – w systematyce NATO okręt podwodny o napędzie konwencjonalnym (spalinowo-elektrycznym), przenoszący niebalistyczne pociski rakietowe lub pociski manewrujące przeznaczone do niszczenia celów morskich i lądowych.